# 瓜迪斯
瓜迪斯，是西班牙安达卢西亚自治区格拉纳达省的一个市镇。总面积326平方公里，據2001年人口普查总人口18188人，人口密度每平方公里為56人。